# Gerhard Sagert
Gerhard Sagert (* 20. Mai 1911 in Landsberg an der Warthe; † vermutlich 1997) war ein deutscher Puppenspieler und Schriftsteller.

## Leben und Werk
Gerhard Sagert lebte und wirkte hauptsächlich in Hannover, wo er in Linden von der Pfarrstrasse 29a aus meist im Selbstverlag seine heimatkundlichen Schriften über Niedersachsen veröffentlichte, vor allem um Ereignisse in und an der Nordsee. Seine mit eigenen Fotografien versehenen Texte behandeln sowohl eigenes Erlebtes am Wattenmeer und insbesondere die Hafenstadt Cuxhaven wie auch Dokumentationen etwa zu den Schifftragödigen des britischen Frachters Ondo, der italienischen Fides oder dem Frachtdampfer Silona. Sagert berichtete teils aus eigener Erfahrung von „harten Männern“ auf See, Thunfisch-Fängern in der Nordsee, von Krabbenfischern, Seehundsjägern, Aalfängern, Buttfischern oder Schlickrutschern. Er schrieb über Nordsee-Inseln wie Scharhörn und Helgoland und beschrieb unter dem Titel Urgewalten vor Cuxhavens Küste die Sturmflut von 1962, den Eiswinter von 1963 und das Niedrigwasser von 1964 „nach eigenem Erleben, Augenzeugenberichten und dokumentarischen Unterlagen“.
Als Puppenspieler und Autor zu Puppenspielen lieferte Sagert unter anderem die Figurinen und Bühnenbilder zu den aus dem Russischen übersetzten Märchenkomödien von Jewgeni Schwarz. Ende der 1970er Jahre veröffentlichte Gerhard Sagert ein Buch über die Handpuppen, Stabpuppen, Stockpuppen und  „Marionetten im 1. Puppenmuseum Niedersachsens in Cuxhaven-Duhnen“.

## Schriften (Auswahl)
- Gerhard Sagert (Text, Fotos): Fischdampfer Hannover Kurs Grönland. Eine Erzählung aus dem Leben der Hochseefischer. Mit Originalaufnahmen einer Grönlandfangreise, Hannover-Linden: Selbstverlag, [1961]
- Gerhard Sagert (Text, Fotos): Ozeanschiffe stranden vor Cuxhaven. „Ondo“, „Fides“, „Silona“. Die grosse Schiffstragödie vor Cuxhaven – vom Verfasser berichtet nach eigenem Erleben, Zeugenaussagen und dokumentarischen Unterlagen, Hannover-Linden: Selbstverlag, 1962
  - 2. erweiterte Auflage unter dem Titel Ozeanschiffe stranden vor Cuxhaven. Emmanuel M, Njandoma. Die grossen Schiffsstrandungen ..., Hannover-Linden: Selbstverlag, 1970
- Gerhard Sagert (Text, Fotos): Am Wattenmeer erlebt. Krabbenfischer, Seehundsjäger, Aalfänger, Buttfischer, Schlickrutscher, Kleintierwelt, Insel Neuwerk, Hannover-Linden: Selbstverlag, 1963
- Gerhard Sagert: Harte Männer am grossen Fisch. Deutsche Thunjäger auf der Nordsee, Hannover-Linden: Selbstverlag, 1964
- Gerhard Sagert (Text, Fotos): Urgewalten vor Cuxhavens Küste. Sturmflut 1962, Eiswinter 1963, Niedrigwasser 1964. Nach eigenem Erleben, Augenzeugenberichten und dokumentarischen Unterlagen, Hannover-Linden: Selbstverlag, 1965
- Gerhard Sagert (Text, Fotos): Wattenmeer-Insel Neuwerk : Grüne Insel vor Cuxhaven, Hannover-Linden: Selbstverlag, 1967
- Gerhard Sagert: Vorhang auf fürs Puppenspiel. Hinter den Kulissen einer Handpuppenbühne. Anleitung zum Puppenspiel, Puppen im Bild, Hannover-Linden: Selbstverlag, 1968
- Gerhard Sagert (Text, Fotos): Nordsee-Küstenland um Cuxhaven. In Wort und Bild, erlebt am Watt, auf Marsch und Geest, Hannover-Linden: Selbstverlag, [1969]
- Nordsee-Insel Helgoland. Roter Fels und weiße Düne, Hannover-Linden: Selbstverlag, [1971]
- Jewgeni Schwarz: Märchenkomödien (= Reclams Universal-Bibliothek, Bd. 322), aus dem Russischen übersetzt von Günter Jäniche und anderen. Nachwort von Gerhard Schaumann. Figurinen und Bühnenbilder von Horst Sagert, Leipzig: Reclam, 1972
- Cuxhavener Wattenmeer. Urwelt-Landschaft zwischen Strand und Meer, Hannover-Linden, Pfarrstraße 29a: Selbstverlag, [1973]
- Dünen-Insel Scharhörn. Robinson-Eiland zwischen Cuxhaven und Helgoland, Hannover-Linden, Pfarrstrasse 29a: G. Sagert [Selbstverlag], [1976]
- Mein Freund, der Seehund Kasper. Von kleinen und grossen Cuxhavener Seehunden, berichtet in Wort und Bild,  Hannover-Linden, Pfarrstrasse 29a: G. Sagert [Selbstverlag], [1977]
- Urgewalten vor Cuxhavens Küste. Sturmflut 1962, Eiswinter 1963, Niedrigwasser 1964, Sturmflut 1976, Hannover, Pfarrstrasse 29a: G. Sagert, [1978]
- Puppen stellen sich vor. Handpuppen, Stabpuppen, Stockpuppen, Marionetten im 1. Puppenmuseum Niedersachsens in Cuxhaven-Duhnen, Hannover, Pfarrstr. 29a: G. Sagert [Selbstverlag], [1979]
- Britisches Frachtschiff „Ondo“. Gestrandet auf dem Großen Vogelsand (= Schiffe, Menschen, Schicksale, Nr. 126), Kiel: Stade, 2004